# Ераково (Ярославская область)
Ерако́во — деревня Шашковского сельского округа в Назаровском сельском поселении Рыбинского района Ярославской области .
Деревня расположена на автомобильной дороге Рыбинск-Тутаев (по левому берегу Волги) между пересекающими дорогу реками Колокша и Смердовка. Из-за этого положения в междуречье в Еракове на магистральную дорогу выходят просёлочные дороги, в сторону волжского берега к Василево и Седлово и в сторону от Волги к Федюшино, Титовскому и далее вверх по левому берегу Колокши. Соседи Ераково вдоль автомобильной дороги достаточно далеки — Дёмино в 4 км сторону Рыбинска, Погорелка в 2 км в сторону Шашково .
На плане Генерального межевания Романовского уезда 1790 года указаны два села Ераково: Большое и Малое, расположенные поблизости, Малое — западнее и ниже по течению Смердовки. После объединения уездов в 1822 году оба села относились к Романово-Борисоглебскому уезду .
Ераково, видимо играло роль местного центра, о чём говорит находящееся в нём почтовое отделение и ранее работавшая школа. Однако в 1970-80 годах в связи с политикой укрупнения деревень началось строительство Нового посёлка, расположенного примерно в 1 км к северу от Ераково, который и стал местным центром. На 1 января 2007 года в деревне проживало 17 постоянных жителей. Почтовое отделение Ераково обслуживает в деревне 16 домов. Почтовое отделение, имеющееся в деревне, обслуживает ряд окрестных деревень — одно из трех почтовых отделений Назаровского сельского поселения..